# Josef Nesvadba
Josef Nesvadba (ur. 19 czerwca 1926 w Pradze, zm. 26 kwietnia 2005 tamże) – czeski pisarz science fiction.
Z wykształcenia był lekarzem psychiatrą. Uchodził za jednego z najważniejszych pisarzy science fiction w powojennych Czechosłowacji i Czechach (obok Ondřeja Neffa), był ponadto autorem dramatów i powieści detektywistycznych oraz tłumaczem literatury anglojęzycznej. W twórczości literackiej wykorzystywał swoją wiedzę z dziedziny psychologii i psychiatrii, wyraźny jest też wpływ Karela Čapka. Utwory Nesvadby były tłumaczone na 20 języków; wiele z nich doczekało się ekranizacji.
W Polsce opowiadania Nesvadby były drukowane w czasopismach już w latach sześćdziesiątych XX w., później zamieszczały je „Problemy” (Ostatnia przygoda kapitana Nemo) i „Fantastyka” (Mordair, Trust dla unicestwienia historii). W antologiach ukazało się opowiadanie Wampir LTD (Upír Ltd ze zbioru Vynalez proti sobe, 1964), zamieszczone w zbiorze opowiadań science fiction pisarzy czeskich i słowackich Cybernetyczne laleczki (Wydawnictwo Poznańskie, Poznań 1987) i opowiadanie Anioł sądu ostatecznego w zbiorze Ludzie i gwiazdy (Wydawnictwo Poznańskie, Poznań 1976).

## Twórczość
- Tarzanova smrt (1958, zbiór opowiadań)
- Einsteinův mozek (1960, zbiór opowiadań)
- Výprava opačným směrem (1962, opowiadania)
- Dialog s doktorem Dongem (1964, powieść)
- Bludy Erika N. (1974, powieść, polemika z Dänikenem)
- Tajná zpráva z Prahy (1978)
- Minehawa podruhé (1981, wyd. polskie Drugie wcielenie Minehawy Warszawa: „Czytelnik”, 1988)
- Hledám za manžela muže (1986, powieść)
- Peklo Beneš (2002)